# Campeonato Mundial de Atletismo Júnior de 2014 - Marcha atlética 10000 m feminina
A prova da Marcha atlética 10 km feminino do Campeonato Mundial de Atletismo Júnior de 2014 ocorreu entre no dia 23 de julho em Eugene, nos Estados Unidos. 

## Recordes
Antes desta competição, os recordes mundiais e do campeonato nesta prova eram os seguintes:
|     | Nome             | Nacionalidade | Tempo    | Local     | Data                |
| --- | ---------------- | ------------- | -------- | --------- | ------------------- |
| WJR | Elena Lashmanova | Rússia        | 42:49.48 | Tallinn   | 21 de julho de 2011 |
| CR  | Tatyana Mineyeva | Rússia        | 43:24.72 | Bydgoszcz | 9 de julho de 2008  |

Os seguintes recordes mundiais ou do campeonato foram estabelecidos durante esta competição: 
| Data        | Evento | Nome             | Nacionalidade | Tempo    | Notas |
| ----------- | ------ | ---------------- | ------------- | -------- | ----- |
| 23 de julho | Final  | Anežka Drahotová | Chéquia       | 42:47.25 | WJR   |

## Medalhistas
| Ouro                   | Prata         | Bronze            |
| Anežka Drahotová (CZE) | Wang Na (CHN) | Ni Yuanyuan (CHN) |

## Cronograma
Todos os horários são locais (UTC-7).
| Data        | Hora  | Evento |
| ----------- | ----- | ------ |
| 23 de julho | 10:30 | Final  |

## Resultados
A prova final foi realizada no dia 23 de julho às 10:30. 
| Posição           | Atleta                  | Nacionalidade  | Tempo    | Notas           |
| ----------------- | ----------------------- | -------------- | -------- | --------------- |
| Medalha de ouro   | Anežka Drahotová        | Chéquia        | 42:47.25 | WJR             |
| Medalha de prata  | Wang Na                 | China          | 44:02.64 | Recorde pessoal |
| Medalha de bronze | Ni Yuanyuan             | China          | 44:16.72 | Recorde pessoal |
| 4                 | Laura García-Caro       | Espanha        | 44:32.84 | NJR             |
| 5                 | María Pérez             | Espanha        | 44:57.30 | Recorde pessoal |
| 6                 | Rena Goto               | Japão          | 45:54.07 | Recorde pessoal |
| 7                 | Kana Minemura           | Japão          | 46:22.88 | Recorde pessoal |
| 8                 | Stefany Coronado        | Bolívia        | 46:42.06 | NJR             |
| 9                 | Jéssica Hancco          | Peru           | 46:47.31 | NJR             |
| 10                | Viktoryia Rashchupkina  | Bielorrússia   | 47:00.30 |                 |
| 11                | Katarzyna Zdzieblo      | Polónia        | 47:10.01 | Recorde pessoal |
| 12                | Živilė Vaiciukevičiūtė  | Lituânia       | 47:19.80 | Recorde pessoal |
| 13                | Eleonora Dominici       | Itália         | 47:24.48 | Recorde pessoal |
| 14                | Nicole Colombi          | Itália         | 47:38.82 | Recorde pessoal |
| 15                | Mihaela Acatrinei       | Roménia        | 47:47.64 | Recorde pessoal |
| 16                | Mara Ribeiro            | Portugal       | 47:48.33 | Recorde pessoal |
| 17                | Karla Jaramillo         | Equador        | 47:59.90 | NJR             |
| 18                | Tayla-Paige Billington  | Austrália      | 48:40.01 | Recorde pessoal |
| 19                | Ganna Suslyk            | Ucrânia        | 48:48.46 | Recorde pessoal |
| 20                | Monika Vaiciukevičiūtė  | Lituânia       | 48:50.07 | Recorde pessoal |
| 21                | Anél Oosthuizen         | África do Sul  | 48:55.26 | Recorde pessoal |
| 22                | Carmen Bianca Molnar    | Roménia        | 49:06.42 | Recorde pessoal |
| 23                | Mariana Mota            | Portugal       | 49:07.82 | Recorde pessoal |
| 24                | Sonia Irene Barrondo    | Guatemala      | 49:15.32 | NJR             |
| 25                | María Guadalupe Sánchez | México         | 49:47.04 | Recorde pessoal |
| 26                | Diana Aydosova          | Cazaquistão    | 49:50.28 | Recorde pessoal |
| 27                | Lee Da-seul             | Coreia do Sul  | 49:50.90 | Recorde pessoal |
| 28                | Monika Hornáková        | Eslováquia     | 49:52.26 | Recorde pessoal |
| 29                | Rita Récsei             | Hungria        | 50:31.88 |                 |
| 30                | Daniela Pastrana        | Colômbia       | 51:04.22 | Recorde pessoal |
| 31                | Dana Aydosova           | Cazaquistão    | 51:09.74 |                 |
| 32                | Katharine Newhoff       | Estados Unidos | 51:40.42 | Recorde pessoal |
| 33                | Derya Karakurt          | Turquia        | DNF      |                 |
| 34                | Jasmine Dighton         | Austrália      | DSQ      | 230.6(a)        |
| 35                | Eliška Drahotová        | Chéquia        | DSQ      | 230.6(a)        |
| 36                | Oxana Golyatkina        | Rússia         | DSQ      | 230.6(a)        |
| 37                | Olga Shargina           | Rússia         | DSQ      | 230.6(a)        |

Nota: 
Regra 230.6 (a) da IAAF - Incumprimento repetitivo de formação da largada da corrida
Legenda
| Recorde mundial       | Recorde mundial (World record)               |                       | Recorde africano                      | Recorde africano (African) |                                           | Q | Classificado por posição (Qualified) |
| Recorde do campeonato | Recorde do campeonato (Championship record)  | Recorde da América    | Recorde da América (Americas)         | q                          | Classificado por melhor tempo (Qualified) |   |                                      |
| Melhor marca do ano   | Melhor marca do ano (World leading)          | Recorde asiático      | Recorde asiático (Asian)              | DNS                        | Não largou (Did not start)                |   |                                      |
| Recorde nacional      | Recorde nacional (National record)           | Recorde europeu       | Recorde europeu (European)            | DNF                        | Não terminou (Did not finish)             |   |                                      |
| Recorde pessoal       | Recorde pessoal do atleta (Personal best)    | Recorde da Oceania    | Recorde da Oceania (Oceania)          | DSQ / DQ                   | Desclassificado (Disqualified)            |   |                                      |
| Recorde da temporada  | Recorde da temporada do atleta (Season best) | Recorde sul-americano | Recorde sul-americano (South America) | NM                         | Sem marca (No mark)                       |   |                                      |